# Vampiro de Atlas

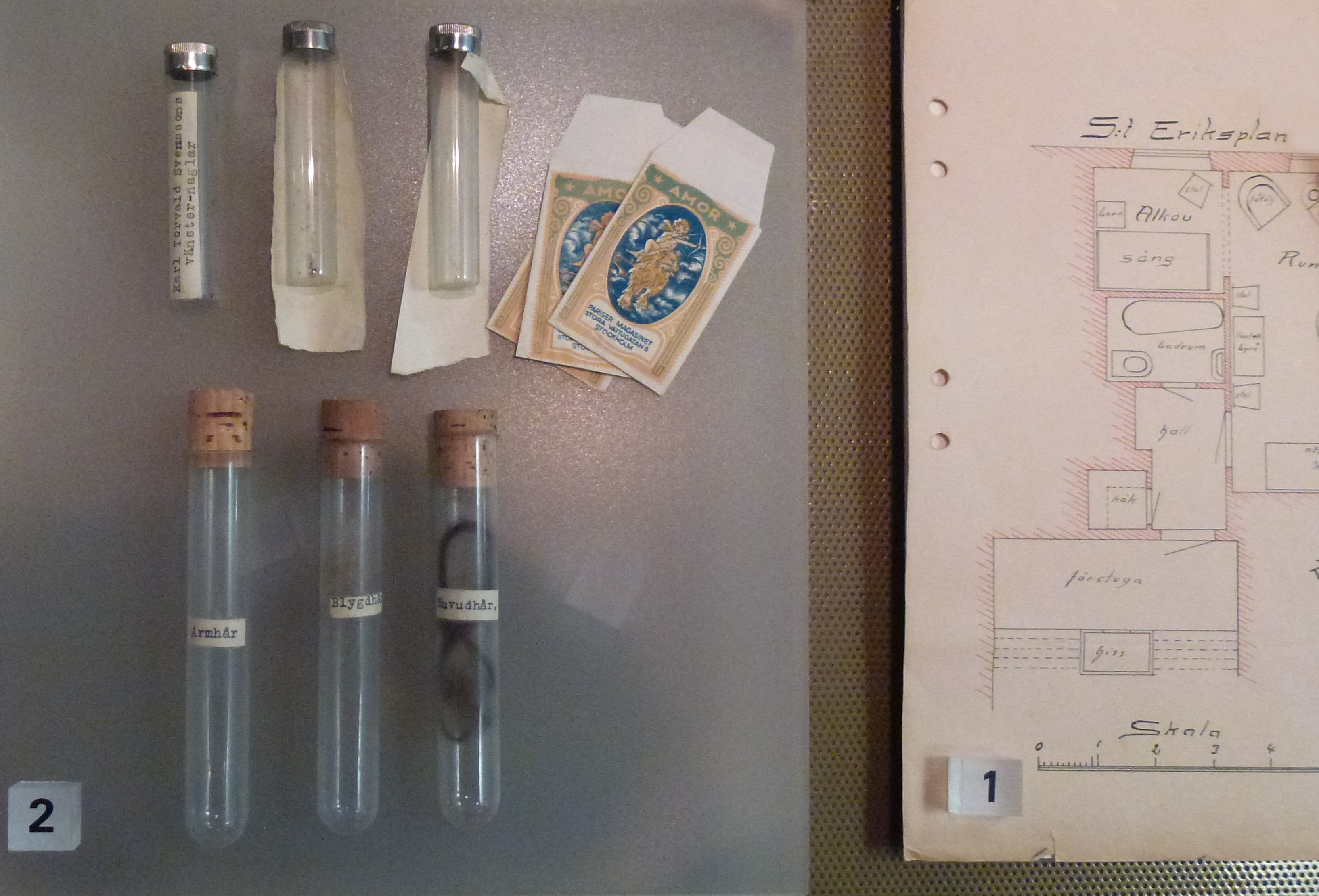
Plano de la disposición del piso y de las evidentes pruebas de la escena del crimen encontradas por la policía, expuestos en el Museo de la Policía de Estocolmo.

El Vampiro de Atlas (sueco: "Vampyrmordet") es el sobrenombre que se le dio al agresor todavía desconocido que cometió un sonado crimen sin resolver llamado "Crimen Vampiro" (también conocido como el Caso del Crimen Vampiro) en Estocolmo, Suecia en 1932.
El 4 de mayo de 1932, se halló asesinada a la prostituta Lilly Lindeström de 32 años en su pequeño apartamento en el área de Atlas en Estocolmo, cerca de Sankt Eriksplan. Minnie, amiga de Lilly, declaró que tres días antes la estaba visitando en su apartamento cuando a las seis y media de la tarde sonó el teléfono. Era una voz extraña masculina que preguntaba por Lilly, quería concertar una cita para esa noche y dijo que se encontraba cerca. Lilly se avino con la cita y Minnie regresó a su apartamento situado en la planta baja. Pasadas las siete, Lilly fue a ver a su amiga con la intención de pedirle un preservativo. Minnie vio que Lilly estaba por debajo de su abrigo totalmente desnuda. Fue la última vez que Minnie la vio viva. A las nueve Minnie llamó a la puerta de Lilly por si quería ir con ella a Djurgården, pero nadie le abrió. Minnie asumió que Lilly había salido con un cliente. Después de esto, Minnie siguió intentando contactar sin éxito con Lilly hasta que muy preocupada, el 4 de mayo, acudió a la policía.
Cuando la policía irrumpió en el apartamento de Lilly, la hallaron muerta. Había sufrido golpes muy fuertes en la cabeza, y se encontraba totalmente desnuda y boca abajo en su cama. El apartamento estaba meticulosamente ordenado, la ropa de Lilly cuidadosamente plegada sobre una silla; la parte superior del cuerpo de Lilly había sido cubierto con cojines del sofá y bajo el cuerpo de Lilly la colcha estaba muy bien puesta. Según los informes el deceso había tenido lugar mientras la víctima y el agresor mantenían actividad sexual con preservativo, el cual fue encontrado todavía sobresaliendo de su ano. Los detectives apuntaron que había sido hallado un cucharón en la escena del crimen y tras una inspección más detenida, se dieron cuenta de que al cuerpo se le había extraído gran parte o si no toda la sangre. La policía sospechó que el utensilio había sido usado por el criminal para beber la sangre de Lilly y que buena parte se la había llevado en algún recipiente. Muchos clientes cayeron bajo sospecha pero al cabo de una larga investigación, ninguno pudo ser acusado del crimen. En 1957, el caso prescribió. 